# アルベルト・ウェーバー

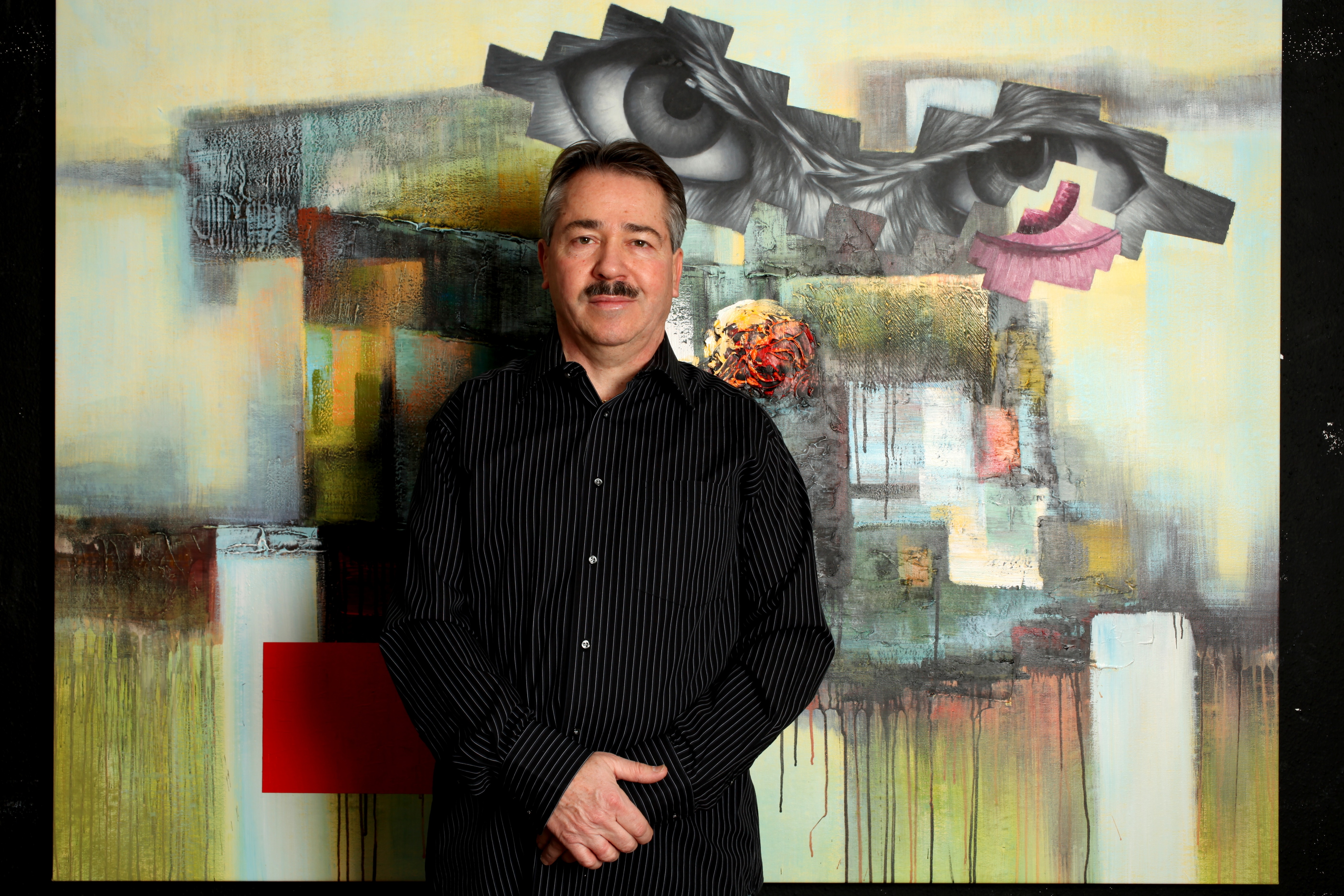
アルバート・ウェーバー

アルバート・ウェーバー（1957年10月24日 - ）はスイス人アーティストである。 作品には抽象派と写実派が同じ絵の中に組み込まれている（ウェーバーリズム）。 彼は作品に油絵の具、アクリル、パテ、メタル、コンクリート、ダイアモンド、金、銀、大理石、花崗岩、彫刻、イラストレーションと現代アートを用いる。 

## 人物
アルバート・ウェーバーはシャフハウゼンの市民で、ノイハウゼンとシャフハウゼンで育ち、ノイハウゼンの小学校、シャフハウゼンの中等学校に通った。 1973年から1977年にかけてチューリッヒの美術学校を修了する。 彼の作品は国際美術展示会や美術館等多数の国で展示されている。 チューリッヒ州在住。

## 活動
アルバート・ウェーバーの活動で最も重要なのは抽象派の一連の作品“新聞記事とアート”で油絵の具とアクリル絵の具を用いた（参考：TWO BLUE HANDS, 2011）。 半抽象派の作品シリーズの“文化と動物”では対象物体自体を曲げる（参考：MUSIC SHOE RED, 2003）。 手の描写シリーズは油絵でそれぞれ違った角度から手が表現するメッセージを描く（参考：VICTORY YELLOW, 2005）。 動物のシリーズは、色づけされ下塗りされたキャンバスに物質と抽象的な動物が油絵で描かれている（ウェーバーリズム）―（参照：PODICEPS CRISTATUS, 2006）
最近の活動としては“REVOLUTION, 2011”でチェ・ゲバラが鉄釘とともに作品に取り入れられ、模型の人形にペイントやポリエステル、ライト等装飾を施した“HIGH HEEL MAN, 2012”ではバラク・オバマの顔が用いられている。この他、現実的あるいは抽象的な作品は油絵の中に組み込まれており、2010年から2015年の間に発展した。

## 出展

### 特別展覧会（抜粋）
- 2012 Trump-Tower Istanbul, Turkey
- 2012 Hotel Sacher, Vienna, Austria
- 2012 Svenska Konstgalleriet Malmo, Sweden
- 2013 Gallery Dr.Bohner, Mannheim, Germany
- 2012 Museum MOYA, Vienna, Austria
- 2015 Gallery INA DEDERER & FRIENDS, Zurich, Switzerland
- 2015 Art museum Cluj-Napoca, Klausenburg, Romania

### グループ展覧会（抜粋）
- 2012 BERLINER LISTE Berlin, Germany
- 2012 Suisse- Arte Basel, Switzerland
- 2013 Ward Nasse Gallery New York, USA
- 2013 Southern Nevada Museum Las Vegas, USA (Spring 2013)
- 2013 Carrousel Musee de Louvre Paris, France
- 2013 Southern Nevada Museum Las Vegas, USA (Autumn 2013)
- 2014 Art Monaco Monte Carlo, Monaco
- 2014 ST. ART Strasbourg, France
- 2015 Austria Museum of Folk Live and Art, Vienna - Austria
- 2015 Museum Castello Estense Ferrara, FE – Italy

## 出版
Albert Weber (2011) : “Zwischen real und abstract” – Neuer Kunstverlag AG, D-Stuttgart, Vorwort von Prof. Dr. Peter Heitkamper, Germany und Verena Zeiner M.A., Germany – ISBN 978-3-938023-68-6

## 賞与
Sprit of Art – Vienna 2015 International Contemporary Art Exhibition 2015年6月25日から28日 ウィーンAustrian Museum of Folk Life and Folk Artにて オーストリア、アラブ首長国連邦、ベルギー、ドイツ、フランス、メキシコ、スペイン、スウェーデン、イスラエル、アルゼンチン、スロバキア、スイスから24 人のアーティストと60の作品の中からAlbert Weber は審査員から最優秀賞を与えられた。